# Landeswahlkreis Ottawa Centre
Der Landeswahlkreis Ottawa Centre ist seit 1966 ein Wahlkreis (englisch electoral district, französisch circonscription) für die Wahl eines Abgeordneten der Legislativversammlung von Ontario (Legislative Assembly of Ontario, Assemblée législative de l’Ontario).

## Ergebnisse (seit 2018)

### Parlamentswahl 2018
| Kandidaten                | Kandidaten        | Parteien                                  | Stimmen | %    |
| ------------------------- | ----------------- | ----------------------------------------- | ------- | ---- |
|                           | Joel Harden       | Ontario New Democratic Party              | 29.675  | 46,1 |
|                           | Yasir Naqvi       | Ontario Liberal Party                     | 21.111  | 32,8 |
|                           | Colleen McCleery  | Progressive Conservative Party of Ontario | 10.327  | 16,0 |
|                           | Cherie Wong       | Green Party of Ontario                    | 2.266   | 3,5  |
|                           | Marc Adornato     | None of the Above Direct Democracy Party  | 437     | 0,7  |
|                           | Bruce A. Faulkner | Ontario Libertarian Party                 | 385     | 0,6  |
|                           | Stuart Ryan       | Communist Party of Canada                 | 110     | 0,2  |
|                           | James Sears       | Canadians’ Choice Party                   | 92      | 0,1  |
| Gesamt                    | Gesamt            | Gesamt                                    | 64.403  | 100  |
|                           |                   |                                           |         |      |
| Quelle: Elections Ontario |                   |                                           |         |      |

### Parlamentswahl 2022
| Kandidaten                | Kandidaten      | Parteien                                  | Stimmen | %    |
| ------------------------- | --------------- | ----------------------------------------- | ------- | ---- |
|                           | Joel Harden     | Ontario New Democratic Party              | 30.311  | 54,3 |
|                           | Katie Gibbs     | Ontario Liberal Party                     | 12.596  | 22,6 |
|                           | Scott Healey    | Progressive Conservative Party of Ontario | 8.773   | 15,7 |
|                           | Shelby Bertrand | Green Party of Ontario                    | 2.718   | 4,9  |
|                           | Glen Armstrong  | New Blue Party of Ontario                 | 798     | 1,4  |
|                           | Marc Adornato   | None of the Above Direct Democracy Party  | 233     | 0,4  |
|                           | Stuart Ryan     | Communist Party of Canada                 | 153     | 0,3  |
|                           | Thomas Borcsok  | unabhängig                                | 82      | 0,1  |
|                           | Raymond Samuels | People’s Front                            | 59      | 0,1  |
|                           | Josh Rachlis    | unabhängig                                | 58      | 0,1  |
| Gesamt                    | Gesamt          | Gesamt                                    | 55.781  | 100  |
|                           |                 |                                           |         |      |
| Quelle: Elections Ontario |                 |                                           |         |      |

### Parlamentswahl 2025
| Kandidaten | Kandidaten         | Parteien                     | Stimmen | %   |
| ---------- | ------------------ | ---------------------------- | ------- | --- |
|            | Catherine McKenney | Ontario New Democratic Party | –       | –   |
| Gesamt     | Gesamt             | Gesamt                       | 0       | 100 |